# Силата на съдбата (теленовела)
„Силата на съдбата“ (на испански: La fuerza del destino) е мексиканска теленовела от 2011 г., режисирана от Бенхамин Кан и Хосе Анхел Гарсия, и продуцирана от Роси Окампо за Телевиса. Това е оригинална история, създадена от Мария Саратини.
В главните роли са Давид Сепеда и Сандра Ечеверия, а в отрицателните - Лайша Уилкинс, Фердинандо Валенсия, Хуан Ферара и Роса Мария Бианки. Участие вземат Делия Касанова, Педро Армендарис мл., Габриел Сото и Летисия Пердигон. Специално участие взема Летисия Калдерон.

## Сюжет
Историята започва в Аламос, Сонора, където живее семейство Ломели Куриел, състоящо се от доня Карлота вдовица де Куриел, дъщеря ѝ, Лукресия Куриел де Ломели, зет ѝ, Херардо Ломели, и внучките ѝ, Мария де ла Пас „Марипас“ и Лусия. При тях живеят и работят Алисия Виягомес и синът, тийнейджърът Иван. Алисия пристига в Алмос, не само за да готви на семейството, главната ѝ цел е да накара биологичния баща на Иван, Хуан Хайме Мондрагон, богат бизнесмен и земевладелец, да го признае за син.
След няколко години, Марипас отива да учи за известно време в чужбина. Иван се е превърнал в образован човек, благодарение на помощта на доня Карлота, която винаги се е отнасяла с него като част от семейството ѝ. Марипас се завръща от чужбина. Иван е привлечен от нея, която е фриволна и капризна девойка, съблазнява го и без да помисли за последствията, забременява от него. За Лукресия, егоистична и повърхностна жена, е най-важно мнението на хората, затова нарежда да пребият младежа. По време на побоя, един от нападателите умира, а Иван остава единственият заподозрян. Изплашен, Иван се прибира в дома на Ломели, но разбира, че майка му е починала от незаконен аборт, очаквайки дете от Херардо, без никой да знае. Иван решава да прекоси границата със Съединените щати. Марипас е принудена да абортира, но абортът се оказва неуспешен, когато ражда, бебето ѝ е отнето от Херардо. След много перипетии, Иван успява да стигне до Лос Анджелис, където се запознава с Антъни Макгуайър, който е щедър и благороден човек. Антъни приема Иван като свой син, като по този начин запълва празнината, останала му от загубата на жена му и детето им.
Единадесет години по-късно, Иван е станал компетентен инженер. Окуражен от Тони, Иван се връща в Мексико, не само да се отвърди като инженер, но и да се изправи срещу миналото си, да отмъсти на онези, виновни за смъртта на майка му, и най-вече да намери сина си. Там ще се срещне с Лусия, малката дъщеря на Ломели, която се е превърнала в красива млада жена, завършила детска психология, и която изпитва искрена любов към Иван още от детските си години. Иван се среща и с Марипас, чиято амбициозна и фриволна природа не се е променила, както и с майка ѝ, Лукресия, която се е развела с Херардо. Мария де ла Пас планира отново да оплете в мрежите си Иван, макар че майка ѝ е категорично против. Въпреки интригите на двете, силата на съдбата събира Иван и Лусия, която му помага в търсенето на сина му.

## Актьори
Част от актьорския състав:
- Давид Сепеда – Иван Виягомес / Иван Макгуайър
- Сандра Ечеверия – Лусия Ломели Куриел
- Лайша Уилкинс – Мария де ла Пас „Марипас“ Ломели Куриел
- Делия Касанова – Доня Карлота Барселата вдовица де Куриел
- Роса Мария Бианки – Лукресия Куриел Барселата де Ломели
- Хуан Ферара – Хуан Хайме Мондрагон
- Габриел Сото – Камило Галван Ледесма
- Педро Армендарис мл. – Антъни Макгуайър
- Алехандро Томаси – Херардо Ломели
- Летисия Пердигон – Арселия Ледесма вдовица де Галван
- Кика Едгар – Карлина Муньос
- Марсело Кордоба – Антолин Галван
- Алфонсо Итуралде – Силвистре Галван
- Луис Баярдо – Съдия Порфирио
- Кета Лават – Съдия
- Игнасио Лопес Тарсо – Дон Севериано
- Летисия Калдерон – Алисия Виягомес
- Беатрис Морено – Естела
- Адриано – Иван Виягомес (дете)
- Марилус Леон – Лусия Ломели Куриел (дете)
- Илсе Самарипа – Мария де ла Пас Ломели Куриел (дете)
- Рената Нотни – Лусия Ломели Куриел (млада)
- Моника Мигел – Санадора

## Премиера
Премиерата на Силата на съдбата е на 14 март 2011 г. по Canal de las Estrellas. Последният 101. епизод е излъчен на 31 юли 2011 г.

## Награди и номинации
| Година | Награди                      | Категория                            | Номинация                                             | Резултат   |
| ------ | ---------------------------- | ------------------------------------ | ----------------------------------------------------- | ---------- |
| 2011   | People en Español            | Най-добра теленовела                 | Най-добра теленовела                                  | Номинирана |
| 2011   | People en Español            | Най-добра актриса                    | Сандра Ечеверия                                       | Номинирана |
| 2011   | People en Español            | Най-добър актьор                     | Давид Сепеда                                          | Номиниран  |
| 2011   | People en Español            | Най-добра актриса в поддържаща роля  | Делия Касанова                                        | Печели     |
| 2011   | People en Español            | Най-добър актьор в поддържаща роля   | Фердинандо Валенсия                                   | Номиниран  |
| 2011   | People en Español            | Най-добра актриса в отрицателна роля | Лайша Уилкинс                                         | Номинирана |
| 2011   | People en Español            | Екранна двойка на годината           | Сандра Ечеверия и Давид Сепеда                        | Номинирани |
| 2012   | Premios TVyNovelas (Мексико) |                                      |                                                       |            |
| 2012   | Premios TVyNovelas (Мексико) | Най-добра теленовела                 | Роси Окампо                                           | Печели     |
| 2012   | Premios TVyNovelas (Мексико) | Най-добра актриса в главна роля      | Сандра Ечеверия                                       | Печели     |
| 2012   | Premios TVyNovelas (Мексико) | Най-добър актьор в главна роля       | Давид Сепеда                                          | Номиниран  |
| 2012   | Premios TVyNovelas (Мексико) | Най-добра актриса в отрицателна роля | Лайша Уилкинс                                         | Номинирана |
| 2012   | Premios TVyNovelas (Мексико) | Най-добър актьор в отрицателна роля  | Хуан Ферара                                           | Печели     |
| 2012   | Premios TVyNovelas (Мексико) | Най-добра първа актриса              | Делия Касанова                                        | Печели     |
| 2012   | Premios TVyNovelas (Мексико) | Най-добра история или адаптация      | Мария Саратини Клаудия Веласко                        | Печелят    |
| 2012   | Premios TVyNovelas (Мексико) | Най-добра музикална тема             | "La fuerza del destino" Сандра Ечеверия и Марк Антъни | Номинирани |
| 2012   | Награди ACE                  | Най-добра теленовела                 | Роси Окампо                                           | Печели     |
| 2012   | Награди ACE                  | Най-добра актриса                    | Делия Касанова                                        | Печели     |